# Павлово (Харьковская область)
Павлово (укр. Павлове) — село, Сухининский сельский совет, Богодуховский район, Харьковская область, Украина.
Код КОАТУУ — 6320888113. Население по переписи 2001 года составляет 79 (36/43 м/ж) человек.

## Географическое положение
Село Павлово находится на безымянном ручье, который через 2 км впадает в реку Сухой Мерчик. На ручье многочисленные запруды.
На расстоянии в 1 км расположены сёла Кияны и Сухины. В 4-х км находится железнодорожная станция Гавриши. Рядом проходит автомобильная дорога Р-22.

## История
- 1769 год — дата основания.

## Экономика
- В селе есть молочно-товарная ферма.